# Stefanie Müller (Snowboarderin)
Stefanie Müller (* 5. Juni 1992 in Davos) ist eine ehemalige Schweizer Snowboarderin. Sie startete in den Paralleldisziplinen.

## Werdegang
Müller startete im Dezember 2007 in Haus im Ennstal erstmals im Europacup und belegte dabei den 27. Platz im Riesenslalom. Im Snowboard-Weltcup debütierte sie zu Beginn der Saison 2008/09 in Arosa und errang dabei den 46. Platz im Parallel-Riesenslalom. Im weiteren Saisonverlauf erreichte sie in Adelboden mit zwei zweiten Plätzen im Parallelslalom ihre ersten Podestplatzierungen im Europacup. In der Saison 2009/10 kam sie im Europacup viermal aufs Podium. Dabei holte sie im Parallelslalom in Protasiv Yar ihren ersten Europacupsieg und erreichte zum Saisonende den vierten Platz in der Parallelwertung des Europacups. In der folgenden Saison platzierte sie sich bei 16 Europacupteilnahmen 13-mal in den Top Zehn, darunter zwei dritte Plätze, ein zweiter Platz und zwei Siege. Sie errang damit den zweiten Platz in der Parallelwertung. Bei den Snowboard-Juniorenweltmeisterschaften 2011 in Chiesa in Valmalenco gewann sie die Silbermedaille im Parallel-Riesenslalom. Zu Beginn der Saison 2011/12 gelangen ihr im Weltcup drei Platzierungen in den Punkterängen. Im weiteren Saisonverlauf erreichte sie im Europacup acht Podestplatzierungen, darunter vier Siege und gewann damit die Parallelwertung. Beim Weltcup in Moskau kam sie mit dem fünften Platz im Parallelslalom erstmals unter die ersten Zehn im Weltcup. Bei den Snowboard-Juniorenweltmeisterschaften 2012 in Sierra Nevada holte sie im Parallelslalom und im Parallel-Riesenslalom jeweils die Silbermedaille. In der Saison 2012/13 startete sie achtmal im Weltcup. Dabei erreichte sie mit dem vierten Platz im Parallel-Riesenslalom im Carezza ihre bisher beste Platzierung im Weltcup. Beim Saisonhöhepunkt den Snowboard-Weltmeisterschaften 2013 in Stoneham belegte sie den 12. Platz im Parallel-Riesenslalom und den 11. Rang im Parallelslalom. Die Saison beendete sie auf dem 19. Platz im Parallelslalomweltcup, auf dem 18. Rang im Parallelweltcup auf dem zehnten Platz im Parallel-Riesenslalom-Weltcup. Im April 2013 wurde sie Schweizer Meisterin im Parallel-Riesenslalom. Ihr bestes Weltcupresultat in der folgenden Saison war der 15. Platz im Parallelslalom in Bad Gastein. Bei den Olympischen Winterspielen 2014 in Sotschi errang sie den 18. Platz im Parallelslalom und den 17. Rang im Parallel-Riesenslalom. Im folgenden Jahr gelang ihr bei den Snowboard-Weltmeisterschaften 2015 am Kreischberg der 22. Platz im Parallel-Riesenslalom. In der Saison 2015/16 belegte sie im Europacup den zehnten Platz in der Parallelwertung und den fünften Platz in der Parallelslalomwertung und in der Saison 2016/17 den achten Platz in der Parallelwertung und den siebten Platz in der Parallel-Riesenslalomwertung. Bei den Snowboard-Weltmeisterschaften 2017 in Sierra Nevada errang sie den 13. Platz im Parallel-Riesenslalom. In ihrer letzten aktiven Saison 2017/18 belegte sie bei den Olympischen Winterspielen 2018 in Pyeongchang den 23. Platz im Parallel-Riesenslalom.
Müller nahm an 62 Weltcuprennen teil und kam dabei fünfmal unter die ersten zehn. (Stand: Saisonende 2016/17)

## Teilnahmen an Weltmeisterschaften und Olympischen Winterspielen

### Olympische Winterspiele
- 2014 Sotschi: 17. Platz Parallel-Riesenslalom, 18. Platz Parallelslalom
- 2018 Pyeongchang: 22. Platz Parallel-Riesenslalom

### Snowboard-Weltmeisterschaften
- 2013 Stoneham: 11. Platz Parallelslalom, 12. Platz Parallel-Riesenslalom
- 2015 Kreischberg: 22. Platz Parallel-Riesenslalom, 32. Platz Parallelslalom
- 2017 Sierra Nevada: 13. Platz Parallel-Riesenslalom

## Weltcup-Gesamtplatzierungen
| Saison  | Parallel | Parallel | Parallel-Riesenslalom | Parallel-Riesenslalom | Parallelslalom | Parallelslalom |
| Saison  | Punkte   | Platz    | Punkte                | Platz                 | Punkte         | Platz          |
| ------- | -------- | -------- | --------------------- | --------------------- | -------------- | -------------- |
| 2009/10 | 18       | 79.      | -                     | -                     | -              | -              |
| 2010/11 | 166      | 39.      | -                     | -                     | -              | -              |
| 2011/12 | 850      | 25.      | -                     | -                     | -              | -              |
| 2012/13 | 1430     | 18.      | 1270                  | 10.                   | 410            | 19.            |
| 2013/14 | 474      | 27.      | 250                   | 22.                   | 224            | 29.            |
| 2014/15 | 1300     | 18.      | 440                   | 22.                   | 860            | 16.            |
| 2015/16 | 646      | 26.      | 296                   | 26.                   | 350            | 23.            |
| 2016/17 | 1676     | 18.      | 1176                  | 16.                   | 500            | 16.            |
| 2017/18 | 1071     | 26.      | 1004                  | 21.                   | 67             | 40.            |